# 3e cérémonie des Denver Film Critics Society Awards
La 3e cérémonie des Denver Film Critics Society Awards, décernés par la Denver Film Critics Society, a eu lieu le 10 janvier 2012, et a récompensé les films réalisés l'année précédente.

## Palmarès

### Meilleur film
- The Tree of Life
  - The Artist
  - The Descendants
  - Martha Marcy May Marlene
  - Melancholia

### Meilleur réalisateur
(ex-æquo)
- Terrence Malick pour The Tree of Life
- Michel Hazanavicius pour The Artist
  - Sean Durkin pour Martha Marcy May Marlene
  - Alexander Payne pour The Descendants
  - Lars von Trier pour Melancholia

### Meilleur acteur
- Brad Pitt pour le rôle de Billy Beane dans Le Stratège (Moneyball)
  - George Clooney pour le rôle de Matt King dans The Descendants
  - Jean Dujardin pour le rôle de George Valentin dans The Artist
  - Michael Fassbender pour le rôle de Brandon Sullivan dans Shame
  - Woody Harrelson pour le rôle de Dave Brown dans Rampart

### Meilleure actrice
- Meryl Streep pour le rôle de Margaret Thatcher dans La Dame de fer (The Iron Lady)
  - Glenn Close pour le rôle d'Albert Nobbs dans Albert Nobbs
  - Kirsten Dunst pour le rôle de Justine dans Melancholia
  - Rooney Mara pour le rôle de Lisbeth Salander dans Millénium, les hommes qui n'aimaient pas les femmes (The Girl with the Dragon Tattoo)
  - Elizabeth Olsen pour le rôle de Martha dans Martha Marcy May Marlene

### Meilleur acteur dans un second rôle
- Christopher Plummer pour le rôle de Hal dans Beginners
  - Albert Brooks pour le rôle de Jacob Palmer dans Drive
  - Ryan Gosling pour le rôle de LaBoeuf dans Crazy, Stupid, Love
  - John Hawkes pour le rôle de Patrick dans Martha Marcy May Marlene
  - Nick Nolte pour le rôle de Paddy Conlon dans Warrior

### Meilleure actrice dans un second rôle
- Shailene Woodley pour le rôle d'Alexandra King dans The Descendants
  - Jessica Chastain pour le rôle de Mrs. O'Brien dans The Tree of Life
  - Judy Greer pour le rôle de Julie Speer dans The Descendants
  - Melissa McCarthy pour le rôle de Megan Price dans Mes meilleures amies (Bridesmaids)
  - Janet McTeer pour le rôle de Hubert Page dans Albert Nobbs

### Révélation de l'année
- Jessica Chastain
  - Elizabeth Olsen
  - Rooney Mara
  - Shailene Woodley
  - Felicity Jones

### Meilleur scénario
- The Descendants – Alexander Payne, Nat Faxon et Jim Rash
  - Mes meilleures amies (Bridesmaids) – Annie Mumolo et Kristen Wiig
  - Contagion – Scott Z. Burns
  - Martha Marcy May Marlene – Sean Durkin
  - Le Stratège (Moneyball) – Steven Zaillian et Aaron Sorkin

### Meilleure musique de film
- The Artist – Ludovic Bource
  - Harry Potter et les Reliques de la Mort – 2e partie (Harry Potter and the Deathly Hallows: Part 2) – Alexandre Desplat
  - Hanna – The Chemical Brothers
  - Millénium, les hommes qui n'aimaient pas les femmes (The Girl with the Dragon Tattoo) – Trent Reznor et Atticus Ross
  - La Taupe (Tinker Tailor Soldier Spy) – Alberto Iglesias

### Meilleur film en langue étrangère
- Une séparation (جدایی نادر از سیمین) •  Iran
  - L'Heure du crime (La doppia ora) •  Italie
  - The Flowers of War (金陵十三钗) •  Chine
  - Le Havre •  Finlande /  France /   Allemagne
  - La piel que habito •  Espagne

### Meilleur film d'animation
- Rango
  - Les Aventures de Tintin : Le Secret de La Licorne (The Adventures of Tintin)
  - Kung Fu Panda 2
  - Le Chat potté (Puss in Boots)
  - Rio

### Meilleur film documentaire
- À la une du New York Times (Page One: Inside the New York Times)
  - Buck
  - Into the Abyss
  - The Other F Word
  - Le Projet Nim (Project Nim)

## Statistiques

### Nominations multiples

#### Films
6 : The Descendants
5 : Martha Marcy May Marlene
3 : The Tree of Life, Melancholia
2 : Le Stratège, Albert Nobbs, Millénium, les hommes qui n'aimaient pas les femmes, Mes meilleures amies

#### Personnalités
2 : Alexander Payne, Jessica Chastain, Shailene Woodley, Sean Durkin, Rooney Mara, Elizabeth Olsen

### Récompenses multiples
Légende : Nombre de récompenses/Nombre de nominations

#### Films
2 / 3 : The Tree of Life
2 / 4 : The Artist
2 / 6 : The Descendants

#### Personnalités
Aucune

### Le grand perdant
0 / 5 : Martha Marcy May Marlene